# Castellonet

Castellonet en la comarca de la Safor

Castellonet (oficialmente, y en valenciano Castellonet de la Conquesta) es un municipio de la comarca de La Safor, en la provincia de Valencia. Su población es de 144 habitantes (INE 2024), 80 hombres y 69 mujeres, siendo el pueblo con menos habitantes de la comarca de La Safor.
Se encuentra a 12,9 kilómetros de la capital de la comarca (Gandía) y a 80,2 kilómetros de la capital provincial y autonómica, Valencia.

## Geografía
Situado en el extremo oeste de la Huerta de Gandía, entre los pueblos de Alfahuir, Almiserat y Lugar Nuevo de San Jerónimo.
La superficie del término participa de llano y montaña. Está accidentado por las estribaciones de sierra de Ador; las alturas principales son: la Costera (443 m) y la Cuta (680 m). El núcleo urbano se sitúa a una altitud de 180 m sobre el nivel del mar, y la altura media del municipio es de 200 m sobre el nivel del mar.
El término está drenado por el barranco de Alfahuir.
La tierra sin cultivar está poblada de pinos y monte bajo. El pueblo está situado en la zona llana del término.
Desde Valencia, se accede a esta localidad por carretera a través de la N-332 para enlazar con la CV-686 y la CV-60 y finalizar en la CV-687.

### Localidades limítrofes
El término municipal de Castellonet limita con las siguientes localidades:
Ador, Alfahuir, Almiserat, Lugar Nuevo de San Jerónimo y Villalonga, todas ellas de la provincia de Valencia.	

## Historia
En el Tossal existe un yacimiento que proporciona cerámica ibérica e importada de barniz negro, campaniense al parecer y donde, además, se ha encontrado una azuela de piedra pulida, restos, sin duda, de un poblado ibérico que, quizás, se levantara sobre otro anterior, de la Edad del Bronce.
El pueblo fue un anejo de Palma de Gandía y su origen sería un pequeño castillo. Valeriano Boix que poseía la propiedad, la vendió en 1575 a Miguel Santafé y por ello se le conoció también como Castellonet de Santafé, pasando después a la familia Almunia, que más tarde entroncó con los marqueses de Vellisca.

## Noticias relevantes
Castellonet sufrió un grave incendio en 2023, que afectó no solo al pueblo, sino a varios de los municipios de sus alrededores, concretamente Aielo de Rugat, Llocnou de Sant Jeroni, Ador, Villalonga, Terrateig y por último Montixelvo, donde se dio inicio el incendio. Se tuvo que evacuar a 850 personas y hubo más de 6000 confinados. Afectó a más de 2500 hectáreas.

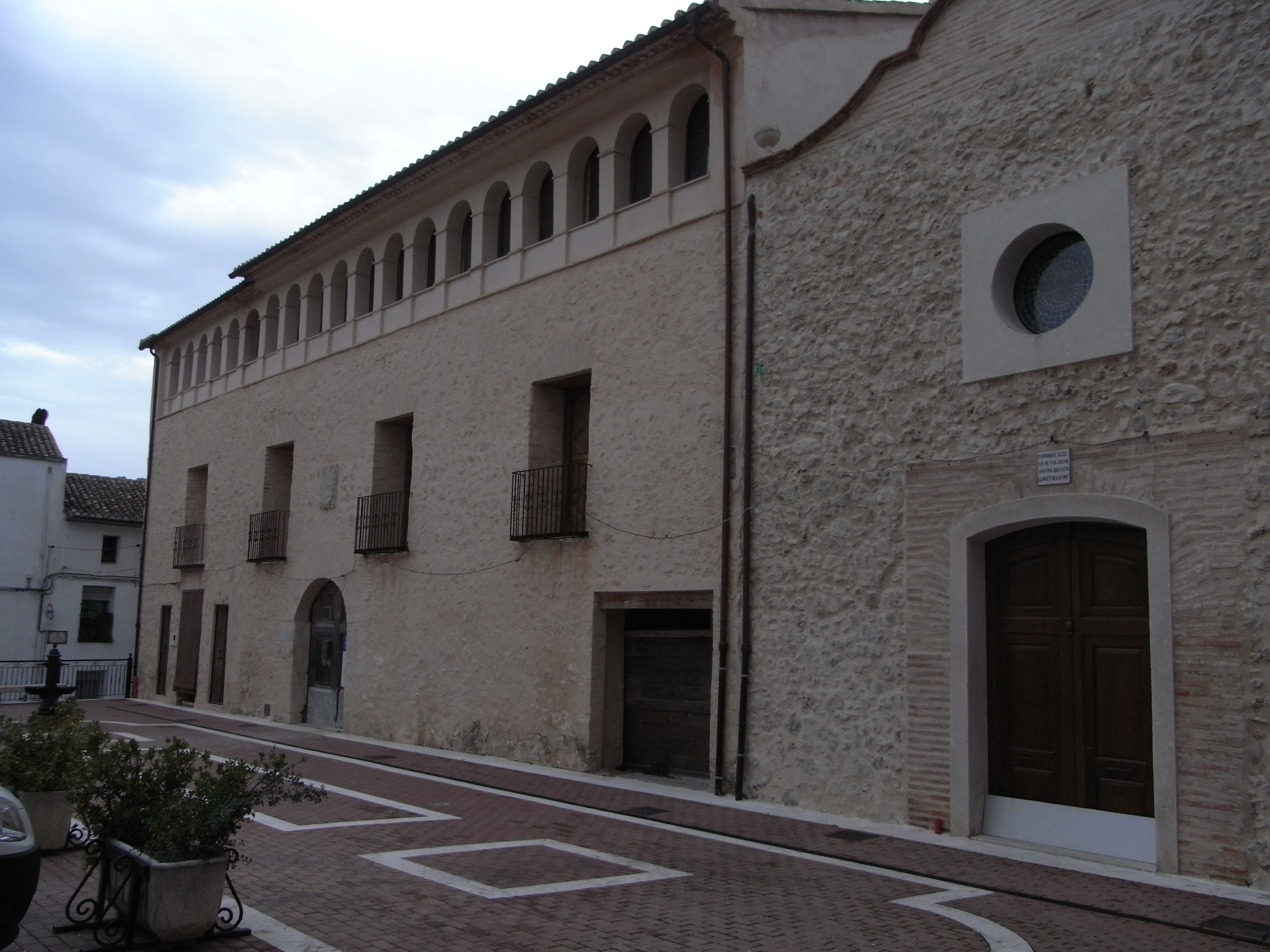
Palacio de los Marqueses de Almunia

## Demografía
Castellonet cuenta con una población de 144 habitantes (INE 2024).
| Gráfica de evolución demográfica de Castellonet entre 1842 y 2021                                                   |
| |
| Población de derecho según los censos de población del INE Población de hecho según los censos de población del INE |

El pueblo valenciano mantendrá la centena de habitantes a lo largo de los años. Lo más habitual es que sean entre 130-150 habitantes, aunque la cifra ha llegado a encontrarse entre los 160-180 en los últimos 14 años.
El municipio de Castellonet inicialmente contó con unas 10/12 casas a inicios del siglo XVIII. Aunque fue durante el avance de este siglo cuando incrementó el crecimiento, consiguiendo terminarlo con 152 habitantes, que crecerían hasta 240 en 1el año 900, el máximo en la historia de Castellonet.
El éxodo rural ha provocado que solo un 7 % sea menor de 20 años, mientras que los mayores de 65 ascienden a un 28 % (en 2022).

## Economía
Basada tradicionalmente en la agricultura. Los cultivos de regadío son naranjos, maíz, cebolla, hortalizas, etc. El secano, en disminución, está plantado de vid, algarrobos, olivos, almendros y cereales.

## Administración y política
| Periodo   | Nombre                        | Partido         |
| --------- | ----------------------------- | --------------- |
| 1979-1983 | Rafael García                 | AEC             |
| 1983-1987 | Rafael García                 | AP-PDP-UL-UV    |
| 1987-1991 | Rafael García                 | AP              |
| 1991-1995 | Bartolomé Balbestre García    | AINC            |
| 1995-1999 | Bartolomé Balbastre García    | AINC            |
| 1999-2003 | Bartolomé Balbastre García    | AINC            |
| 2003-2007 | Rafael Pablo Sjöblom Martínez | PP              |
| 2007-2011 | Rafael Pablo Sjöblom Martínez | PP              |
| 2011-2015 | Rafael Pablo Sjöblom Martínez | PP              |
| 2015-2019 | Rafael Pablo Sjoblom Martínez | Partido Popular |
| 2019-2023 | Juan Espinosa Teruel          | Partido Popular |
| 2023-act. | Juan Espinosa Teruel          | Partido Popular |

## Educación
Castellonet no cuenta con colegios ni instituciones educativas propias, no obstante existen centros cercanos al municipio:
- Colegio público Riu Vernissa: se encuentra en Almiserat, pueblo próximo a Castellonet, se encuentra a menos de 10 minutos en coche del centro del pueblo.[9]
- Colegio rural agrupado Rótova-Alfahuir: se encuentra a menos de diez minutos en coche.[10]
- CEIP La Murtera: Instituto Público situado en Ador, a 10 minutos en coche.[11]
- IES Vall de la Safor: Situado en Villalonga, a 15 minutos en coche.[12]

## Deporte
En la "Calle del arco" de Castellonet podemos encontrar un polideportivo que cuenta con un campo de multideportes. Entre ellos, pista de frontón, petanca, dos piscinas para natación, y un campo de balonmano, baloncesto y fútbol.

## Actividades y rutas
- Sendero ruta "Font Nova": Una ruta circular por los alrededores del municipio de una duración de 13,7 km.[14] Da comienzo en el centro del pueblo, pasando por los mayores lugares de interés como la Plaza Palau, la ermita de Santa Anna, la Font Nova, la Font Major y el lavadero municipal, además de llegar a la cima de la Cuta (a 680 m de altitud).[7]
- Ruta Castellonet-Almiserat-Lugar Nuevo de San Jerónimo: Ruta circular de nivel bajo y con una distancia de 9 km y cuesta ascendente de 200 m. La ruta nos llevará por los alrededores de los pueblos más cercanos, Almiserat (Almiserà en valenciano) y Lugar Nuevo de San Jerónimo (Llocnou de Sant Jeroni en valenciano). Desde ella se pueden ver las montañas entre las que se encuentran los municipios y los campos de naranjas.[7]

## Gastronomía
El pueblo cuenta con dos restaurantes. Uno de ellos el "Restaurant Venta Andreu" ubicado en la carretera Almansa-Gandía; este cuenta con comida española, europea y albanesa. El otro es el restaurante "L'Almassera", ubicado en la calle Almassera; cuenta con comida mediterránea y española, incluyendo también comida vegetariana.
Además, este municipio cuenta con tres platos tradicionales: pastel de berenjena, dobladillos de ternera y el brazo de gitano. Por otra parte, también destaca la miel autóctona.

## Patrimonio

### Patrimonio religioso
- Iglesia parroquial (Església de Sant Jaume). Está dedicada a Santiago Apóstol. Comenzó a construirse en 1729 y fue restaurada en 1917. Podemos encontrarla tras pasar el Arco del castillo De Castellonet. Su función es la celebración de ceremonias religiosas. Fue restaurada en 2006. Se trata de un Bien de Relevancia Local, y fue una extensión de la parroquia de Rótova hasta su independencia en 1953.[17]
- Palacio de los Marqueses de Almunia. Palacio señorial del siglo XVIII situado en la plaza del pueblo, anexo a la iglesia parroquial. Contiene una logia renacentista. Restaurado en 2009. Es una residencia nobiliaria y Bien de Relevancia Local. Creado a partir de diversos tipos de piedra, madera, cristal y metal, además de teja árabe en la cubierta.[17]

### Patrimonio Civil
- Arco del Castillo de Castellonet (l'arc d'entrada), único resto del mismo y bien de interés cultural por la Ley de Patrimonio de 1998. Llegamos al arco entrando por la carretera de entrada principal y dirigiéndoselo hacia la calle del arco, dejando atrás el polideportivo municipal.[17]
- Ermita de Santa Ana. Se trata de un Bien de Relevancia Local y hecho a base de piedra y baldosa. La ermita tiene antecedentes musulmanes.[17]
- El Tossal. Es un poblado ibérico donde han sido realizadas exploraciones superficiales, se puede encontrar fragmentos de cerámica negra y romana o molinos entre otros hallazgos.[17]
- La fuente, el lavadero, la balsa y el abrevadero. Uno de los pocos lavaderos románicos que se conservan a la perfección en la Comunidad Valenciana. Un monumento digno de ver para cualquier visitante que se pase por el pueblo.[17]
- Núcleo histórico tradicional. Se centra en las calles de la plaza del Palacio, la "almàssera", De la Riba, el camino de la Fuente, De la Picadora, Del Agujero y De Abajo.[17]
- La casa de la costera. Una construcción del siglo XIX. Formado a partir de muros de piedra intercalados con columnas de baldosas. Fue una casa de campo que pretendía aprovechar el agua proveniente de la Fuente de Mortadell. Era un paraje típico en el que los habitantes de Castellonet acudían en tiempo de Pascua a disfrutar de la compañía de sus seres queridos.[17]

## Alojamiento
Debido a su pequeño tamaño Castellonet no cuenta con ningún hostal ni albergue si bien es posible el alquiler de casas vacacionales. Aunque el municipio no tiene un gran número de habitantes, sí que recibe visitas turísticas sobre todo en verano en el período de las fiestas populares.
Algunas de las mejores opciones en caso de querer visitar Castellonet de la Conquesta, es alojarse en algún hostal en los pueblos más cercanos, como Ador, Rótova, o incluso Gandía, que cuentan con apartamentos y hoteles.

## Fiestas locales
- Fiestas Mayores. Se celebran en honor a Santiago (o San Jaime), el Cristo del Amparo y la Purísima Concepción durante el día 25, aunque la celebración se alarga a 4 días, adaptándose a como caigan los fines de semana, en el caso de 2023, fueron 23, 24, 25 y 26. Los dos primeros días, 23 y 24 de julio, se realizan talleres infantiles y se termina el día con una cena en la plaza y una discomóvil.[19]

El día 25 dará inicio con la "despertà" a las 8:30 a. m., segundo de un desayuno en la plaza y una misa en honor al Cristo del Amparo para los festeros a las 13:00 h. Por la tarde se realizará el pasacalles con disfraces y xaranga. Por la noche se realizará una procesión al Cristo del Amparo, y el día terminará con un castillo de fuegos artificiales a las 22:30h.
El día 26 se repetirá la rutina del día anterior, "despertà", almuerzo y misa en honor a San Jaime Apóstol, segundo de una comida en la plaza principal. A las 18:00h un teatro de calle y merienda. Tras un breve descanso, a las 22:00h se realiza la procesión en honor a San Jaime, un castillo de fuegos artificiales y las fiestas terminarán con una cena en la plaza.
- Fiestas religiosas.